# Natri dihydropyrophosphat
Natri dihydropyrophosphat hay SAPP là một hợp chất vô cơ có công thức hóa học Na2H2P2O7. Nó là một chất độn và chất tạo phức chelat, với nhiều ứng dụng trong công nghiệp và thực phẩm. Nó là chất đa hóa trị và hoạt động như một base Lewis, nên có hiệu quả tốt trong việc liên kết với các cation đa hóa trị.

## Ứng dụng trong thực phẩm
SAPP là một chất liệu đã được chứng nhận an toàn (GRAS) dùng cho thực phẩm. Nó có trong các sản phẩm hải sản đóng hộp để duy trì màu sắc và tẩy sạch trong khi chưng cất. Sự chưng cất đạt đến sự ổn định vi sinh với nhiệt. Nó là nguồn acid dùng cho các phản ứng với bột nổi để làm cho các sản phẩm bột nở ra. Trong thịt đã qua xử lý, nó làm tăng tốc độ chuyển hóa natri nitrit thành NO2− bằng việc hình thành chất trung gian HONO, và có thể cải thiện dung lượng chứa nước. Natri dihydropyrophosphat còn được tìm thấy trong món khoai tây băm đông lạnh và các sản phẩm từ khoai tây khác, được dùng để giữ màu của khoai tây khỏi bị thâm đen.

## Các ứng dụng khác
Trong việc xử lý da, nó có thể dùng để loại bỏ phẩm màu sắt trên da sống trong khi chế biến. Nó có thể giữ ổn định dung dịch hydro peroxide chống lại quá trình khử; nó có thể dùng với acid sulfamic trong một vài ứng dụng về bơ sữa cho việc làm sạch, đặc biệt là loại bỏ hoạt thạch. Khi cho vào nước sắp sôi, nó tạo thuận lợi cho việc loại bỏ lông và gàu trong khi mổ heo và loại bỏ lông vũ cùng với vảy mốc khi lam thịt gia cầm. Trong chế biến dầu mỏ, nó có thể dùng làm chất tán sắc trong bùn khoan giếng dầu.